# Songyuan He
Songyuan He (kinesiska: 松源河) är ett vattendrag i Kina. Det ligger i provinsen Guangdong, i den södra delen av landet, omkring 360 kilometer nordost om provinshuvudstaden Guangzhou.
Genomsnittlig årsnederbörd är 2 004 millimeter. Den regnigaste månaden är maj, med i genomsnitt 420 mm nederbörd, och den torraste är oktober, med 23 mm nederbörd.